# هنرهای سنتی

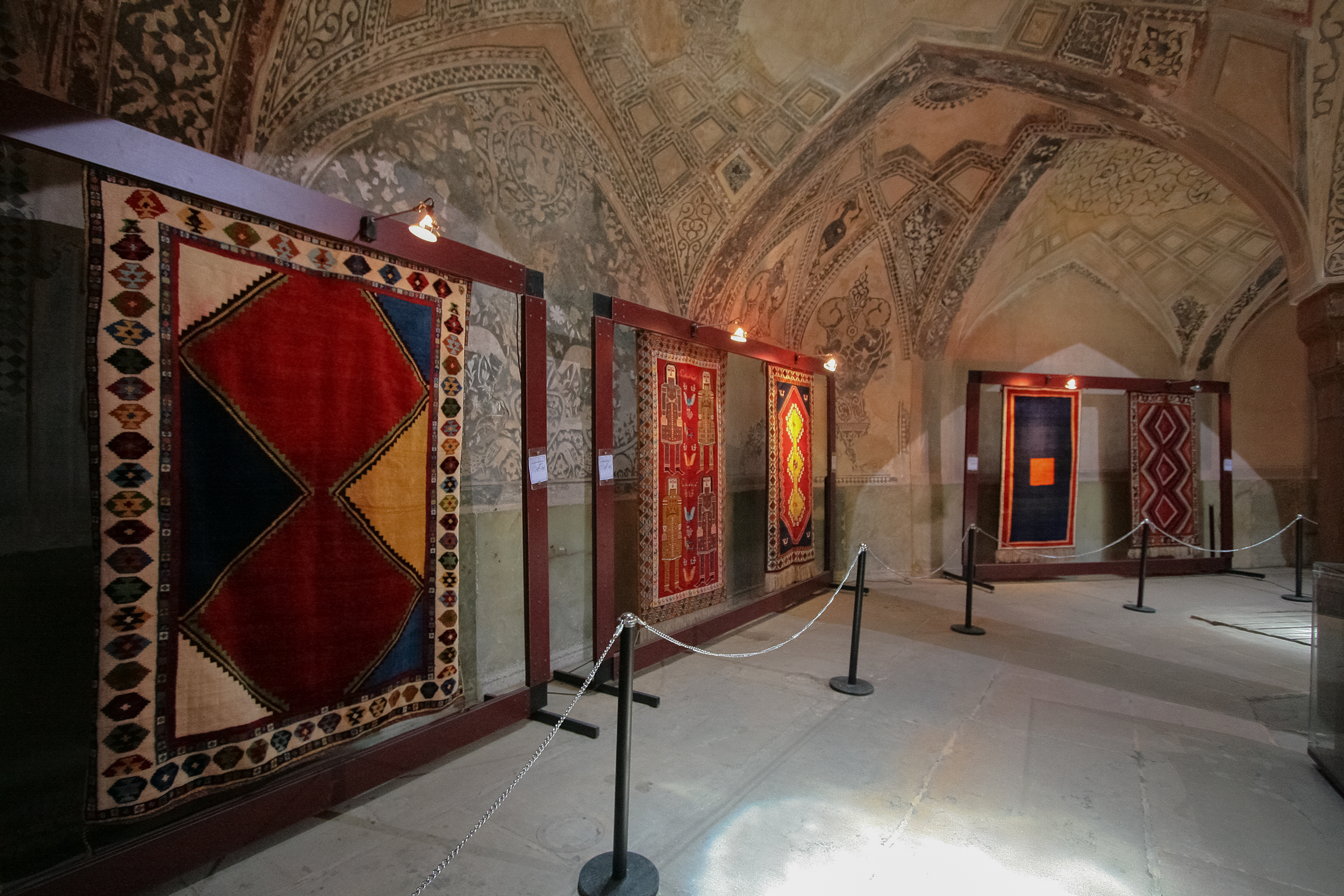
موزه فرش های سنتی ایران در حمام وکیل شهر شیراز

هنرهای سنتی، هنرها و صنایع ظریفه‌ای هستند که در طول سده‌های متمادی با حفظ ریشه‌ها و سنت‌های خود رشد کرده مراحل شکل‌گیری خود را گذرانده یا می‌گذرانند. یکی از ویژگی‌های هنرهای سنتی جنبه رمزی و تمثیلی این هنرهاست. یک اثر هنری سنتی زیباست  و این زیبایی در هنر سنتی ذاتی است. کاربردی بودن آثار منقول و غیرمنقول و حتی آثاری که در گروه هنرهای جاری در زمان قرار دارند مانند موسیقی و نمایش‌های سنتی، یکی از ویژگی‌های اصلی هنرهای سنتی است که سابقه‌ای طولانی در فرهنگ ایرانی دارد.هنرهای سنتی بسیار متنوع و مطابق با نیازهای روحی و روانی اقوام مختلف سرزمین ما پدید آمده‌اند. از این رو همانند آیینه‌ای منعکس‌کننده فرهنگ سنتی جامعه ایرانی بوده‌اند.نقوش، رنگ‌ها، آرایه‌ها، نواها، ریتم‌ها و دیگر عناصر سنتی دست به دست هم داده تا امروز مجموعه هنرهای اصیل ایرانی را از سرپنجه‌های استادان هنرهای سنتی  طلب کنیم. 

## شاخصه‌های اصلی
می‌توان شاخص‌های اصلی یک اثر هنرهای سنتی ایران را در جملات زیر خلاصه کرد:
- اثر جنبه هنری دارد و در آن سنت‌ها و فنون و روش‌های ویژه هنری و ابزار و مواد خاص با کیفیت پذیرفته به کار می‌رود. داشتن جنبه هنری تفاوت و مرز بین ((هنرهای سنتی)) و ((صنایع دستی)) را مشخص می‌کند.
- اثر از پشتوانه اعتقادی و بینشی و اندیشه متعالی برخوردار است.
- اثر ریشه در تاریخ دارد و حامل میراث فرهنگی و هنری است.
- اثر کمک‌رسان به رشد و تعالی انسان است و به عنوان یک امر خیر ساخته و پرداخته می‌شود.
- اثر یک محصول فرهنگی است و حامل پیام و محتوای پرارزش است.
- اثر جزئ صنایع مستظرفه است.

## دسته‌بندی هنرهای سنتی

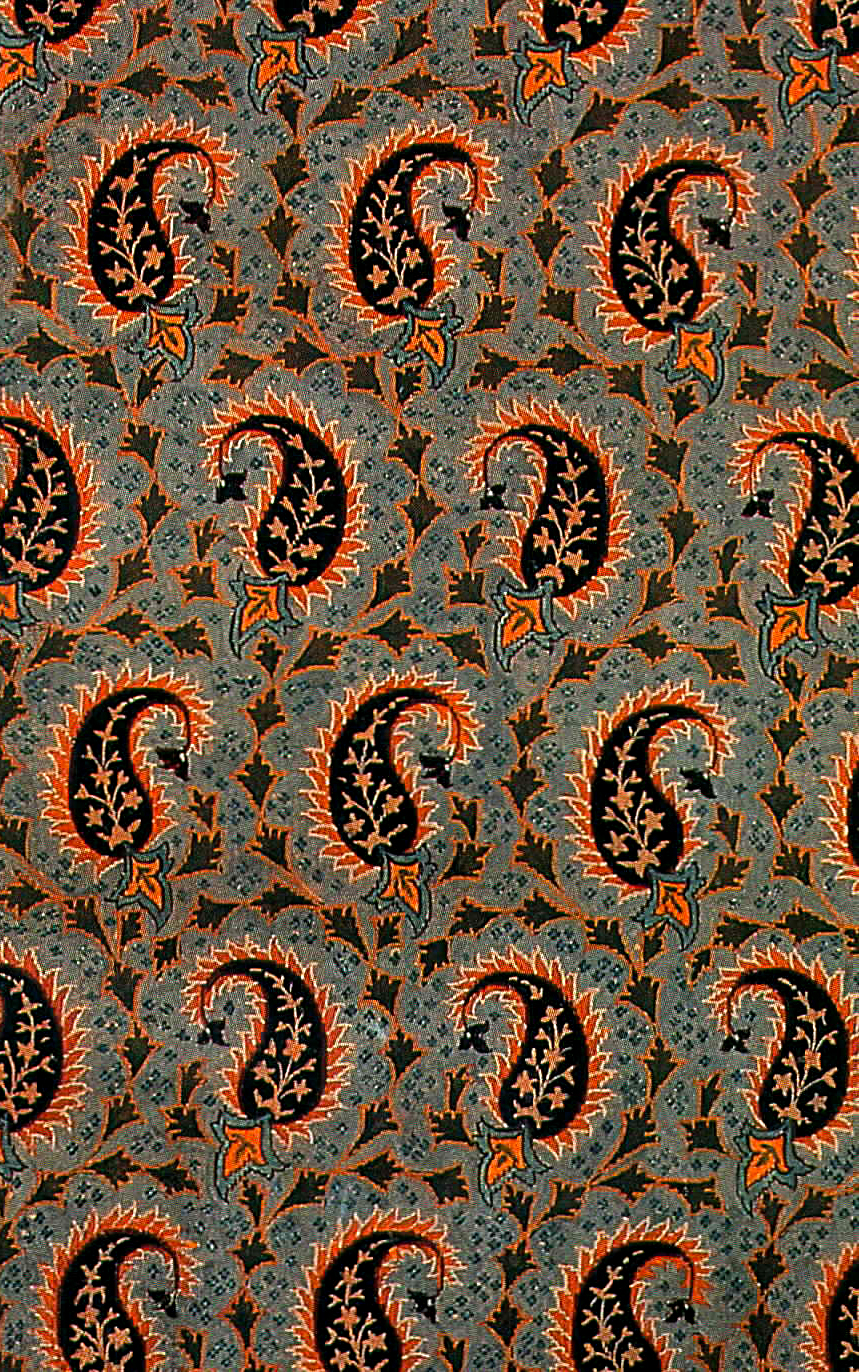
زربفت ابریشمی

هنرهای سنتی ایران را به ۵ دسته عمده تقسیم می‌کنند:
- شعر و ادبیات
- موسیقی
- معماری و هنرهای وابسته
- نمایش‌های سنتی و آیینی
- صنایع مستظرفه (که بجز ۵ دسته بالا همه آثار هنری را شامل می‌شود) ( هنرهایی مانند نقاشی، کتاب آرایی، هنرهای چوبی مانند منبت کاری و... )